# Leichtathletik-Südamerikameisterschaften 1949
Die XVI. Leichtathletik-Südamerikameisterschaften fanden vom 16. bis zum 24. April 1949 in Lima statt. Drei Männer gewannen zwei Titel: der peruanische Sprinter Gerardo Salazar, der argentinische Langstreckenläufer Ricardo Bralo und der argentinische Mehrkämpfer Enrique Kistenmacher. In den Frauenwettbewerben gewannen die Brasilianerinnen Elizabeth Müller und Wanda dos Santos sowie die argentinische Werferin Ingeborg Mello ebenfalls zwei Titel. Müller holte zusätzlich zwei zweite Plätze, Mello wurde in der dritten Wurfdisziplin Dritte.

## Männerwettbewerbe
Die Mannschaftswertung gewann bei den Männern die Mannschaft Argentiniens mit 265,5 Punkten vor den Chilenen mit 135,5 Punkten und der brasilianischen Mannschaft mit 112 Punkten. Dahinter erreichten Peru 88 Punkte, Uruguay 70 Punkte und Ecuador 6 Punkte, Venezuela erhielt keinen Punkt.

### 100-Meter-Lauf Männer
| Platz | Athlet          | Land | Zeit   |
| ----- | --------------- | ---- | ------ |
| 1     | Gerardo Salazar | PER  | 10,7 s |
| 2     | Aroldo da Silva | BRA  | 10,7 s |
| 3     | Mario Fayos     | URU  | 10,8 s |

Finale: 17. April

### 200-Meter-Lauf Männer
| Platz | Athlet            | Land | Zeit   |
| ----- | ----------------- | ---- | ------ |
| 1     | Mario Fayos       | URU  | 21,7 s |
| 2     | Fernando Lapuente | ARG  | 22,2 s |
| 3     | Alberto Triulzi   | ARG  | 22,5 s |

Finale: 21. April

### 400-Meter-Lauf Männer
| Platz | Athlet         | Land | Zeit   |
| ----- | -------------- | ---- | ------ |
| 1     | Gustavo Ehlers | CHI  | 49,5 s |
| 2     | Rosalvo Ramos  | BRA  | 49,8 s |
| 3     | Antonio Pocoví | ARG  | 50,0 s |

Finale: 17. April

### 800-Meter-Lauf Männer
| Platz | Athlet          | Land | Zeit       |
| ----- | --------------- | ---- | ---------- |
| 1     | Hugo Ponce      | ARG  | 1:56,6 min |
| 2     | Nilo Riveros    | ARG  | 1:56,8 min |
| 3     | Agenor da Silva | BRA  | 1:57,2 min |

Finale: 23. April

### 1500-Meter-Lauf Männer
| Platz | Athlet           | Land | Zeit       |
| ----- | ---------------- | ---- | ---------- |
| 1     | Hugo Nuttini     | CHI  | 4:01,2 min |
| 2     | Melchor Palmeiro | ARG  | 4:02,5 min |
| 3     | Oscar Gauharou   | ARG  | 4:03,3 min |

Finale: 21. April

### 3000-Meter-Lauf Männer
| Platz | Athlet           | Land | Zeit       |
| ----- | ---------------- | ---- | ---------- |
| 1     | Raúl Inostroza   | CHI  | 8:49,2 min |
| 2     | Melchor Palmeiro | ARG  | 8:50,3 min |
| 3     | Oscar Moreira    | URU  | 8:50,6 min |

Finale: 17. April
Der 3000-Meter-Lauf war von 1924 bis 1945 als Mannschaftslauf ausgetragen worden. 1947 und 1949 fand er als Individualwettbewerb statt.

### 5000-Meter-Lauf Männer
| Platz | Athlet         | Land | Zeit        |
| ----- | -------------- | ---- | ----------- |
| 1     | Ricardo Bralo  | ARG  | 15:02,8 min |
| 2     | Oscar Moreira  | URU  | 15:04,7 min |
| 3     | Raúl Inostroza | CHI  | 15:18,8 min |

Finale: 20. April

### 10.000-Meter-Lauf Männer
| Platz | Athlet        | Land | Zeit        |
| ----- | ------------- | ---- | ----------- |
| 1     | Ricardo Bralo | ARG  | 31:46,3 min |
| 2     | Pedro Caffa   | ARG  | 31:47,2 min |
| 3     | Oscar Moreira | URU  | 31:48,0 min |

Finale: 23. April

### Straßenlauf Männer
| Platz | Athlet         | Land | Zeit |
| ----- | -------------- | ---- | ---- |
| 1     | Delfo Cabrera  | ARG  |      |
| 2     | Oscar Moreira  | URU  |      |
| 3     | Eusebio Guiñez | ARG  |      |

Finale: 24. April, Streckenlänge 20 km

### Crosslauf Männer
| Platz | Athlet        | Land | Zeit |
| ----- | ------------- | ---- | ---- |
| 1     | Adan Zarate   | PER  |      |
| 2     | Oscar Moreira | URU  |      |
| 3     | Pedro Caffa   | ARG  |      |

Finale: 21. April

### 110-Meter-Hürdenlauf Männer
| Platz | Athlet          | Land | Zeit   |
| ----- | --------------- | ---- | ------ |
| 1     | Alberto Triulzi | ARG  | 14,5 s |
| 2     | Manuel Aldunate | CHI  | 14,9 s |
| 3     | Wilson Carneiro | BRA  | 14,9 s |

Finale: 17. April

### 400-Meter-Hürdenlauf Männer
| Platz | Athlet               | Land | Zeit   |
| ----- | -------------------- | ---- | ------ |
| 1     | Hermenelindo Alberti | ARG  | 54,7 s |
| 2     | Víctor Henríquez     | CHI  | 55,4 s |
| 3     | Carlos Hey           | BRA  | 55,5 s |

Finale: 24. April

### 4-mal-100-Meter-Staffel Männer
| Platz | Athleten                                                             | Land | Zeit   |
| ----- | -------------------------------------------------------------------- | ---- | ------ |
| 1     | Gerardo Salazar Leon Santiago Ferrando Maximo Reyes                  | PER  | 42,3 s |
| 2     | Gerardo Bönnhoff Fernando Lapuente Alberto Biedermann Adelio Márquez | ARG  | 42,3 s |
| 3     | Alberto Labarthe Carlos Silva Raúl Dasori Lopez                      | CHI  | 42,5 s |

Finale: 18. April

### 4-mal-400-Meter-Staffel Männer
| Platz | Athleten                                                   | Land | Zeit       |
| ----- | ---------------------------------------------------------- | ---- | ---------- |
| 1     | José Oliveira Argemiro Roque Rosalvo Ramos Agenor da Silva | BRA  | 3:16,0 min |
| 2     | Guillermo Evans Ferreira Guillermo Avalos Antonio Pocoví   | ARG  | 3:17,0 min |
| 3     | Víctor Hénriquez Martin Gustavo Ehlers Hugo Nuttini        | CHI  | 3:19,9 min |

Finale: 23. April

### Hochsprung Männer
| Platz | Athlet              | Land | Höhe   |
| ----- | ------------------- | ---- | ------ |
| 1     | Hércules Azcune     | URU  | 1,90 m |
| 2     | Geraldo de Oliveira | BRA  | 1,85 m |
| 3     | Alfredo Jadresic    | CHI  | 1,85 m |

Finale: 17. April

### Stabhochsprung Männer
| Platz | Athlet            | Land | Höhe   |
| ----- | ----------------- | ---- | ------ |
| 1     | Eduardo de Oca    | ARG  | 3,90 m |
| 2     | Luis Ganoza       | PER  | 3,90 m |
| 3     | Sinibaldo Gerbasi | BRA  | 3,80 m |

Finale: 21. April

### Weitsprung Männer
| Platz | Athlet               | Land | Weite   |
| ----- | -------------------- | ---- | ------- |
| 1     | Enrique Kistenmacher | ARG  | 7,365 m |
| 2     | Carlos Vera          | CHI  | 7,11 m  |
| 3     | Maximo Reyes         | PER  | 7,035 m |

Finale: 17. April

### Dreisprung Männer
| Platz | Athlet                    | Land | Weite    |
| ----- | ------------------------- | ---- | -------- |
| 1     | Hélio da Silva            | BRA  | 15,26 m  |
| 2     | Geraldo de Oliveira       | BRA  | 15,025 m |
| 3     | Adhemar Ferreira da Silva | BRA  | 14,79 m  |

Finale: 20. April

### Kugelstoßen Männer
| Platz | Athlet          | Land | Weite    |
| ----- | --------------- | ---- | -------- |
| 1     | Julián Llorente | ARG  | 14,435 m |
| 2     | Nadim Marreis   | BRA  | 14,29 m  |
| 3     | Juan Kahnert    | ARG  | 14,245 m |

Finale: 17. April

### Diskuswurf Männer
| Platz | Athlet             | Land | Weite    |
| ----- | ------------------ | ---- | -------- |
| 1     | Emilio Malchiodi   | ARG  | 45,055 m |
| 2     | Karsten Brodersen  | CHI  | 44,755 m |
| 3     | Manuel Consiglieri | PER  | 44,14 m  |

Finale: 21. April

### Hammerwurf Männer
| Platz | Athlet           | Land | Weite    |
| ----- | ---------------- | ---- | -------- |
| 1     | Edmundo Zúñiga   | CHI  | 50,665 m |
| 2     | Emilio Ortiz     | ARG  | 48,215 m |
| 3     | Manuel Etchepare | ARG  | 48,085 m |

Finale: 20. April

### Speerwurf Männer
| Platz | Athlet            | Land | Weite    |
| ----- | ----------------- | ---- | -------- |
| 1     | Ricardo Héber     | ARG  | 65,56 m  |
| 2     | Horst Walter      | ARG  | 60,165 m |
| 3     | Efraín Santibáñez | CHI  | 57,59 m  |

Finale: 16. April

### Zehnkampf Männer
| Platz | Athlet               | Land | Punkte |
| ----- | -------------------- | ---- | ------ |
| 1     | Enrique Kistenmacher | ARG  | 6853   |
| 2     | Hércules Azcune      | URU  | 6205   |
| 3     | Eduardo Julve        | PER  | 6048   |

23. und 24. April

## Frauenwettbewerbe
Die Mannschaftswertung gewann die brasilianische Mannschaft mit 89 Punkten vor den Chileninnen mit 69 Punkten und Argentinien mit 57 Punkten. Mit 29 Punkten lagen die Peruanerinnen vor Uruguay mit 10 Punkten.

### 100-Meter-Lauf Frauen
| Platz | Athletin             | Land | Zeit   |
| ----- | -------------------- | ---- | ------ |
| 1     | Julia Sánchez        | PER  | 12,7 s |
| 2     | Adriana Millard      | CHI  | 12,8 s |
| 3     | Benedita de Oliveira | BRA  | 12,8 s |

Finale: 17. April

### 200-Meter-Lauf Frauen
| Platz | Athletin             | Land | Zeit   |
| ----- | -------------------- | ---- | ------ |
| 1     | Adriana Millard      | CHI  | 25,8 s |
| 2     | Melania Luz          | BRA  | 25,9 s |
| 3     | Benedita de Oliveira | BRA  | 26,5 s |

Finale: 21. April

### 80-Meter-Hürdenlauf Frauen
| Platz | Athletin         | Land | Zeit   |
| ----- | ---------------- | ---- | ------ |
| 1     | Wanda dos Santos | BRA  | 11,7 s |
| 2     | Marion Huber     | CHI  | 12,2 s |
| 3     | Eliana Gaete     | CHI  | 12,3 s |

Finale: 23. April

### 4-mal-100-Meter-Staffel Frauen
| Platz | Athletinnen                                                   | Land | Zeit   |
| ----- | ------------------------------------------------------------- | ---- | ------ |
| 1     | Lucila Pini Elizabeth Müller Benedita de Oliveira Melania Luz | BRA  | 49,2 s |
| 2     | Adriana Millard Anegret Weller Teresa Venegas Eliana Gaete    | CHI  | 50,8 s |
| 3     | Lilia Menendez Nelida Cajide Irma Lavaglia Teresa Carvajal    | ARG  | 51,0 s |

Finale: 24. April

### Hochsprung Frauen
| Platz | Athletin         | Land | Höhe   |
| ----- | ---------------- | ---- | ------ |
| 1     | Elizabeth Müller | BRA  | 1,55 m |
| 2     | Lelia Spuhr      | ARG  | 1,50 m |
| 3     | Hilda Lasseb     | BRA  | 1,50 m |

Finale: 23. April

### Weitsprung Frauen
| Platz | Athletin         | Land | Weite   |
| ----- | ---------------- | ---- | ------- |
| 1     | Wanda dos Santos | BRA  | 5,53 m  |
| 2     | Adriana Millard  | CHI  | 5,415 m |
| 3     | Hilda Yamasaki   | PER  | 5,39 m  |

Finale: 24. April

### Kugelstoßen Frauen
| Platz | Athletin         | Land | Weite    |
| ----- | ---------------- | ---- | -------- |
| 1     | Ingeborg Mello   | ARG  | 11,575 m |
| 2     | Elizabeth Müller | BRA  | 11,285 m |
| 3     | Haydee Valet     | ARG  | 11,115 m |

Finale: 16. April

### Diskuswurf Frauen
| Platz | Athletin         | Land | Weite    |
| ----- | ---------------- | ---- | -------- |
| 1     | Ingeborg Mello   | ARG  | 37,355 m |
| 2     | Zita Brandt      | CHI  | 36,275 m |
| 3     | Ingeborg Pfuller | ARG  | 36,05 m  |

Finale: 20. April

### Speerwurf Frauen
| Platz | Athletin        | Land | Weite   |
| ----- | --------------- | ---- | ------- |
| 1     | Estrella Puente | URU  | 37,74 m |
| 2     | Gerda Martín    | CHI  | 37,39 m |
| 3     | Ingeborg Mello  | ARG  | 36,50 m |

Finale: 17. April

## Medaillenspiegel
| Medaillenspiegel Endstand nach 32 Entscheidungen | Medaillenspiegel Endstand nach 32 Entscheidungen | Medaillenspiegel Endstand nach 32 Entscheidungen | Medaillenspiegel Endstand nach 32 Entscheidungen | Medaillenspiegel Endstand nach 32 Entscheidungen | Medaillenspiegel Endstand nach 32 Entscheidungen |
| Platz                                            | Land                                             | Gold                                             | Silber                                           | Bronze                                           | Gesamt                                           |
| ------------------------------------------------ | ------------------------------------------------ | ------------------------------------------------ | ------------------------------------------------ | ------------------------------------------------ | ------------------------------------------------ |
| 1                                                | Argentinien                                      | 14                                               | 10                                               | 11                                               | 35                                               |
| 2                                                | Brasilien                                        | 6                                                | 7                                                | 8                                                | 21                                               |
| 3                                                | Chile                                            | 5                                                | 10                                               | 6                                                | 21                                               |
| 4                                                | Peru                                             | 4                                                | 1                                                | 4                                                | 9                                                |
| 5                                                | Uruguay                                          | 3                                                | 4                                                | 3                                                | 10                                               |